# Un lugar en la cumbre (película)
Un lugar en la cumbre (Room at the Top) es una película de 1959 basada en la novela homónima de John Braine. La adaptación de la novela fue obra de Neil Paterson y de Mordecai Richler (este último no figura en los títulos de crédito). La película fue dirigida por Jack Clayton y producida por James Woolf y John Woolf.

## Premios recibidos
- Premio Óscar de 1959, a la mejor actriz: Simone Signoret.
- Premio Óscar de 1959 al mejor guion adaptado: Neil Paterson.
- Premio BAFTA 1959 a la mejor película británica.
- Premio BAFTA 1959 a la mejor película.
- Premio BAFTA 1959 a la mejor actriz extranjera : Simone Signoret.
- Festival de Cannes 1959, Premio a la interpretación femenina: Simone Signoret.
- Golden Globes 1960, Premio Samuel Goldwyn.